# کارزار ابین
کارزار ابین، عملیاتی برای کنترل استان ابین در یمن بود. این درگیری بین حوثی‌ها و ارتش وفادار به علی عبدالله صالح از یک طرف و شبه نظامیان و ارتش وفادار به عبدربه منصور هادی از طرف دیگر که توسط گروه القاعده حمایت می‌شدند رخ داد. نیروهای طرفدار هادی استان ابین را در ۱۱ اوت ۲۰۱۵، پس از حمله به نیروهای حوثی بازپس گرفتند.

## کارزار
در ۲۶ مارس۲۰۱۵، تیپ ۱۵ زرهی مستقر در لودر حمایت خود را از حوثی‌ها اعلام کرد. پنج روز بعد، تیپ ۱۱۱ پیاده‌نظام، مستقر در شهرستان احور، به نیروهای طرفدار هادی پیوست. علاوه بر این، گروه القاعده در شبه‌جزیره عربستان اعلام کرد که در کنار نیروهای طرفدار هادی علیه حوثی‌ها می‌جنگد اما تصریح کردند که به هادی وفادار نیستند.
در ۲۷ مارس، حوثی‌ها و ارتش وفادار به آنها شهر شقره در دریای عرب را تصرف کردند. تصرف این شهر امکان کنترل تمامی مسیرهای زمینی به عدن را به آنها داد و محاصره شهر عدن را که در آن نیروهای حوثی و دولتی در حال نبرد بودند، کامل کرد. با این حال در ۲۸ مارس هواپیماهای جنگی ائتلاف سعودی، کاروان حوثی‌ها را که در حال انتقال وسایل نقلیه سنگین و رزهی از شقره به عدن بود را بمباران کردند و باعث توقف حرکت کاروان شدند.
در ۲۹ مارس، نیروهای طرفدار حوثی زنجبار، مرکز استان و پایگاه اصلی نیروهای طرفدار هادی در استان ابین را به تصرف خود درآوردند. در جریان این تصرف ۲۰ نفر کشته شدند. درگیری‌های شدیدی بین جنگجویان قبیله‌ای و سربازان وفادار به حوثی‌ها که یک اردوگاه نظامی و زمین فوتبال مجاور آن را اشغال کرده بودند روی داد که باعث شد ائتلاف سعودی دو بار این زمین فوتبال را بمباران کند.
در ۳ آوریل، نیروهای حوثی وارد مناطق جعار، لودر و شقره شدند. منابع نظامی طرفدار هادی مدعی شدند که تیپ ۱۱۱ پیاده‌نظام در ۷ آوریل مسیر تدارکات حوثی‌ها و متحدان آنها را قطع کرده‌است، اما یک منبع در تیپ ۱۵ زرهی طرفدار حوثی‌ها گفت که آنها همچنان تدارکات خود را از استان بیضا واقع در شمال استان ابین تهیه می‌کنند. در لودر نبردهای مداومی در طول روز روی داد، در حالی که بنا بر گزارش‌ها نیروهای طرفدار هادی یکی از پایگاه‌های ارتش طرفدار حوثی‌ها را محاصره کردند.
به گفته یک مقام طرفدار دولت، در ۲۵ آوریل، دستکم ۲۹ جنگجوی حوثی در حملات ائتلاف سعودی و افراد وفادار به دولت هادی در استان ابین کشته شدند.
در ۸ اوت، پس از بازپس‌گیری جعار و لودر توسط نیروهای طرفدار دولت، نیروهای طرفدار هادی حمله ای را برای بازپس‌گیری شهر زنجبار از شبه نظامیان حوثی آغاز کردند.
در ۱۰ اوت، نیروهای طرفدار هادی پس از دو روز نبرد با شبه نظامیان حوثی شهر زنجبار مرکز استان ابین را پس گرفتند، آنها سپس به حمله برای بازپس‌گیری شهر شقره ادامه دادند. در ۱۱ اوت، نیروهای طرفدار هادی کل استان ابین را بازپس گرفتند.